# Gerald Grosvenor (6e duc de Westminster)
Pour les articles homonymes, voir Gerald Grosvenor.
Gerald Cavendish Grosvenor, 6e duc de Westminster (22 décembre 1951 - 9 août 2016) est un homme politique, homme d'affaires, militaire et pair britannique.

## Biographie
Fils de Robert Grosvenor (5e duc de Westminster) et de sa femme Viola, née Lyttelton, sœur du 10e vicomte Cobham, il succède en 1979 aux titres de son père dans la pairie et comme baronnet ; il siège aux Lords jusqu'en 1999.
Chef de famille, il est propriétaire du groupe Grosvenor.
Le duc suit une carrière militaire : major-général en 2004, il est nommé vice-commandant de l'Army Reserve du Royaume-Uni jusqu'en 2012.

### Fortune
La famille Grosvenor possède la 6e fortune du Royaume-Uni et l'une des plus grandes d'Europe. Selon le magazine « Forbes », sa fortune est estimée à 12,8 milliards de dollars en 2015.  
Elle est principalement due à un patrimoine immobilier très important, comprenant notamment l'ensemble des immeubles des quartiers de Belgravia et de Mayfair à Londres. Le manoir d'Ebury (en) est dévolu aux Grosvenor par mariage depuis 1677.

### Famille
Le 7 octobre 1978, Gerald Grosvenor se marie avec Natalia Phillips (pt).
Sa femme est une descendante directe du poète russe Alexandre Pouchkine et de la princesse-électrice Sophie de Hanovre, ce qui la place, mais de façon éloignée, dans la ligne de succession au trône britannique, au même titre que sa sœur la duchesse d'Abercorn (en).
Le duc et la duchesse ont quatre enfants :
- Tamara Katharine Grosvenor (née le 20 décembre 1979) ; mariée avec Edward van Cutsem, le 6 novembre 2004, à la cathédrale de Chester : dont deux fils, Jake Louis Hannibal et Louis Hugh Lupus van Cutsem ;
- Edwina Louise Grosvenor (née le 4 novembre 1981) ; mariée avec Daniel Robert Snow, le 27 novembre 2010, au Bishop’s Lodge à Liverpool[5] : dont une fille, Zia Snow ;
- Hugh Grosvenor (né le 29 janvier 1991), comte Grosvenor puis le 7e duc de Westminster ;
- Viola Georgina Grosvenor (née le 12 octobre 1992)[6].

## Décorations honorifiques
Le 6e duc de Westminster est titulaire de nombreux honneurs :